# Umm Mijal Miri
Umm Mijal Miri – wieś w Syrii, w muhafazie Aleppo, w dystrykcie Manbidż. W 2004 roku liczyła 256 mieszkańców.